# Majdan (okręg morawicki)
Majdan (cyr. Мајдан) – wieś w Serbii, w okręgu morawickim, w gminie Gornji Milanovac. W 2011 roku liczyła 419 mieszkańców.